# Dead or Alive Xtreme 2
Dead or Alive Xtreme 2 (usualmente abreviado DOAX2) es un videojuego de deportes desarrollado por Team Ninja y publicado por Tecmo únicamente para la videoconsola Xbox 360. Es el segundo título que compone la serie Dead or Alive Xtreme Beach Volleyball. Fue lanzado por primera vez el 13 de noviembre de 2006 en Norteamérica y el 22 de noviembre de 2006 en Japón.
La historia comienza nuevamente con las chicas luchadoras de Dead or Alive que vuelven a visitar la isla de Zack (New Zack Island) para un pequeño retiro vacacional. Este título amplía las actividades del juego original con diversos juegos pequeños que complementa al vóley de playa. En Dead or Alive Xtreme 2 se deberá ganar diversas actividades deportivas para obtener dinero, lo cual será útil para comprar diversos accesorios y bañadores para las chicas. En el juego es importante que el personaje a escoger se haga de buenas amigas para así completar la colección de accesorios y bañadores del personaje y por último, descubrir los diversos misterios que acompañan a determinado personaje.
Al tiempo de su lanzamiento, ciertos aspectos de Dead or Alive Xtreme 2 han sido criticados tales como la exageración del movimiento del busto de las chicas y poco divertido a comparación de su predecesor Dead or Alive Xtreme Beach Volleyball. Sin embargo, Dead or Alive Xtreme 2 ha recibido elogios por su calidad gráfica, artística, y sus buenas intenciones en ampliar el juego con pequeños juegos.

## Desarrollo

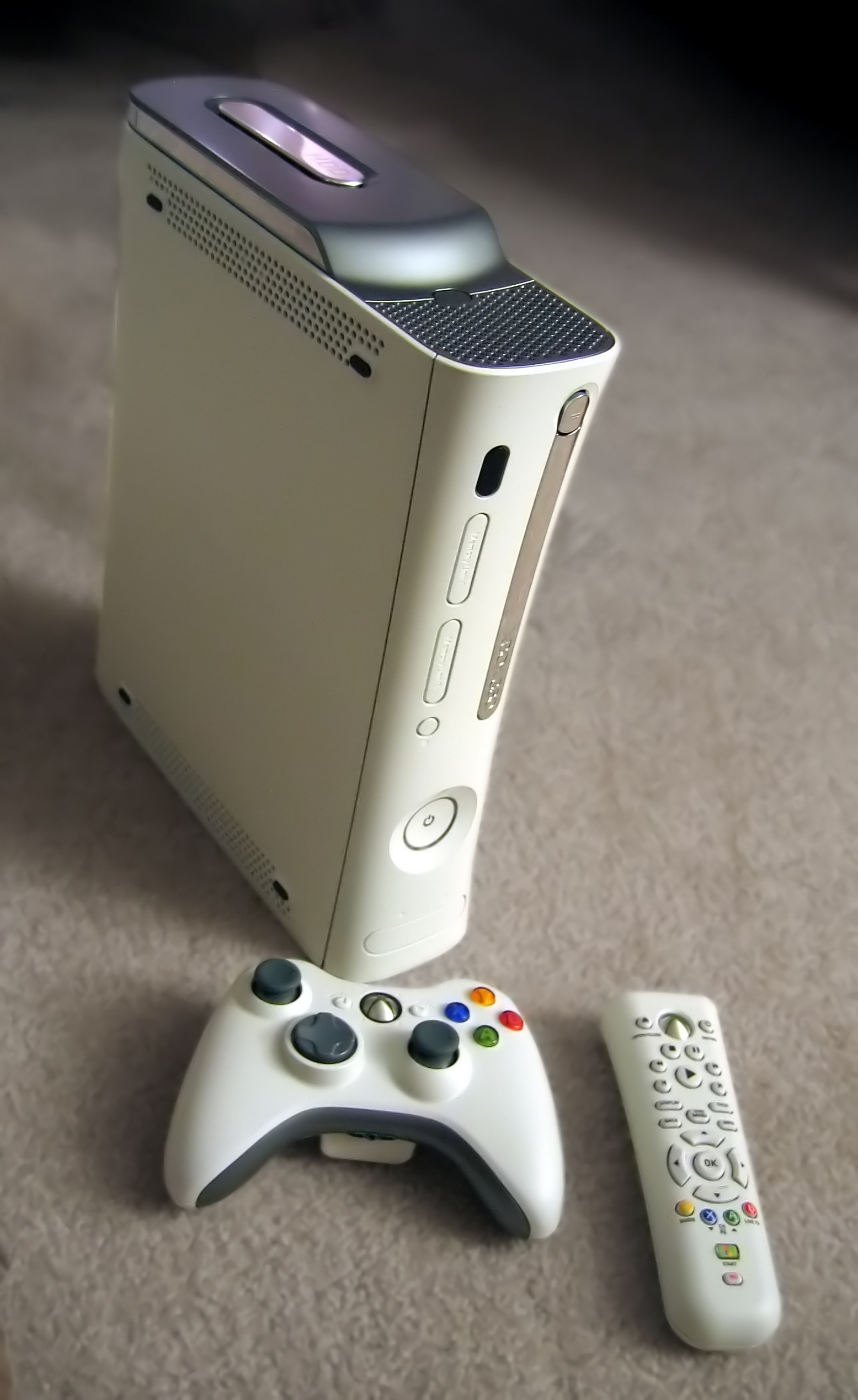
Consola Xbox 360, plataforma para la que se diseñó Dead or Alive Xtreme 2.

Dead or Alive Xtreme 2 ha sido diseñado por una subsidiaria de Tecmo, conocida como Team Ninja (Equipo Ninja). El grupo está liderado por Tomonobu Itagaki. Esta subsidiaria ha diseñado series reconocidas como Ninja Gaiden y Dead or Alive. En la etapa de desarrollo, los productores pensaban utilizar el mismo motor gráfico empleado en el título anterior Dead or Alive Xtreme Beach Volleyball, sin embargo, decidieron partir de cero. El título corre una versión modificada del motor gráfico utilizado en el título Dead or Alive 4, lo cual permite que las chicas gocen de una mayor carga poligonal, auto-sombreado, y una nueva técnica de simulación de tela que le da más realismo al juego. Por otro lado, el motor gráfico permite que los reflejos del sol se reflejen sobre las olas y los golpes de estas mismas sobre la moto de agua, desplazándola y consiguiendo una sensación bastante realista.
Hubo buenas mejoras en el modo de juego (en comparación con el juego original), se introdujeron varios accesorios, trajes de baño y nuevos escenarios. Además, el juego añade un nuevo efectos de broceado, tales como que el traje de baño se plasma en la piel del personaje; lo cual puede ser evitado si se cambia de manera continua. En lugar de depender de un solo modo de juego, Dead o Alive Xtreme 2 contiene una serie de sub-juegos. Se tenía la idea de incluir un total de 42 minijuegos pero al final quedaron 7 juegos (contando el vóley de playa). Durante el proceso de desarrollo, su creador, Tomonobu Itagaki, dijo que esta segunda parte no sería una simple adición de actividades como trampolín o un juego de camisetas mojadas en la serie, ya que sería vulgar hacia la mujer.
En octubre de 2006, Tomonobu Itagaki revela algunos detalles de Dead or Alive Xtreme 2 en la revista Famitsu Xbox 360, dentro de los detalles se menciona que el juego ocupara un DVD de 9 GB, debido a la enorme cantidad de escenas en 3-D.

## Presentación
En abril de 2006, Tomonobu Itagaki, confirmó oficialmente en la revista Famitsu Xbox 360, que Dead or Alive Xtreme 2 será uno de los principales títulos de Tecmo que se presentara en la E3. Un mes después, de la confirmación, Tecmo mostró las primeras imágenes del juego en la E3 2006, en donde también exhibieron algunos vídeos del juego. Sin embargo, en la conferencia mucha gente esperaba que Tecmo presentara algunas imágenes de Ninja Gaiden 2 o del esperado juego Dead or Alive: Code Cronus. Dead or Alive Xtreme 2, fue lanzado el 8 de diciembre de 2006 en Europa, el 13 de noviembre de 2006, en Norteamérica y el 22 de noviembre de 2006 en Japón.

## Argumento
La historia de Dead or Alive Xtreme 2, comienza cuando Zack y Niki encuentran el tesoro de un faraón dentro de una pirámide. Después de haber encontrado el tesoro, Zack utiliza el botín para hacer reflotar su isla de las profundidades del mar que fue destruida por una erupción volcánica en el anterior juego. Nuevamente las chicas luchadoras de Dead or Alive vuelven a visitar la isla paradisíaca de Zack para un pequeño retiro vacacional en donde les espera diversas actividades recreativas dentro de la isla.

## Modo de juego
El modo de juego es similar al original, el jugador dispondrá un tiempo límite de dos semanas de vacaciones para convertir su personaje favorita en la reina de las pruebas, donde le espera un sinfín de pruebas, al mismo tiempo ganara Zacks (moneda oficial de la isla). Cada día se dividen en tres segmentos (la mañana, la tarde y la noche), en donde los jugadores pueden realizar una sola actividad durante cada una. Al principio el jugador dispondrá de un solo bañador y dos pruebas (el voleibol y las carreras de motos acuáticas) pero a medida que se avance en el juego tendrá acceso a nuevos juegos y más bañadores.

### Alianza y Amistad
El juego pone un fuerte énfasis en la amistad; los jugadores (jugando como una de las mujeres) deben hacerse de amigas mediante la compra de un regalo que le guste a su compañera o ganar los partidos de voleibol. Si lo hace, podría aumentar un fuerte vínculo entre los dos personajes. Si la amistad entre los dos personajes está en un nivel suficientemente alto (se representar con un icono musical flotante en la pantalla), el personaje puede ser convencida para que acepte los regalos y use el bikini que uno prefiera.
Cuando un nuevo jugador, juega por primera vez, serán recibidos por Lisa quien automáticamente será su compañera y le presentará las actividades que se efectúen en la isla y los lugares donde comprar determinado regalo y etc. Más adelante, cuando el jugador inicie nuevamente las vacaciones, aparecerá cualquier personaje del juego, lo cual el jugador podrá aceptar la invitación si es su compañera o no.
Los jugadores pueden regalar trajes de baño a otras chicas, independientemente si no son sus compañeras actuales. Sin embargo, lo más difícil del juego es obtener el traje de la otra chica. Una vez más, los jugadores deben garantizar que el nivel de amistad entre su personaje y el otro personaje sea muy fuerte para no estar sin compañera. Cabe destacar que el objetivo principal del juego es regalar trajes de baño para poder completar la colección y así desbloquear los secretos del juego.

### Vóley playa
Nuevamente el principal evento del juego es el Voleibol como en el anterior Dead or Alive Xtreme Beach Volleyball. La temática es similar a la versión original, los jugadores deben tener una compañera con el fin de competir contra otros equipos al igual conformado por dos personas, cada juego es de 7 anotaciones.
En Dead or Alive Xtreme 2 su modo de juego ha sido modificado para hacer el juego un poco más difícil para así añadir variedad. Si bien todavía hay sólo dos botones necesarios para el juego (pasa y bloquea), se requiere mayor control manual a diferencia de la versión original, el jugador decidirá la posición de la compañera de su personaje. En el modo en línea, dos jugadores pueden competir entre sí. Por último, la cámara ha sido ligeramente modificada para hacer frente a la crítica de que la una en el juego original se trasladó de manera irregular o con demasiada frecuencia.

### Carrera Marina
Una de las principales pruebas de este juego es la carrera de motos acuáticas (en el título en inglés es conocido Jet Ski), ya sea modo de jugador o multijugador (vía Xbox Live). El juego dispone 5 modelos de motos acuáticas, con algunas diferencias: sonido en aceleración, velocidad, facilidad de giro. Cada modelo tendrá 4 variaciones de clase, de las cual, una será más potente que la anterior, inicialmente el jugador dispondrá de un modelo básico, y a medida que se gane dinero en las pruebas podrá comprar más motos. En la prueba se debe seguir las flechas de recorridos de navegación, subir las rampas que permitirán realizar saltos acrobáticos.

### Banderas playeras
Banderas playeras es nuevo minijuego de la serie que a simple vista se ve fácil, sin embargo este puede ser muy difícil y frustrante. Se requiere que el jugador presione repetidamente el botón lo más rápido posible a fin de llegar de la meta antes que su oponente. Para poder agarrar la bandera, el jugador no sólo debe ser rápido, sino también debe juzgar correctamente la distancia antes de pulsar el botón "tirarse". Si el jugador es demasiado lento, se queda corto, este pierde. También si da un comienzo antes, es considerado como pérdida instantánea.

### Tira y Afloja
Tira y afloja es un minijuego similar a la Guerra de traseros, la personaje a escoger va estar encima en un flotador sobre el agua, al igual su rival, se debe tirar de los extremos de la cuerda para intentar tirar a la otra al agua. Para mantener el equilibrio se debe pulsar el botón A y para tirar de la cuerda es con el pad del Control Xbox 360 hacia atrás y adelante.

### Guerra de traseros
La guerra de traseros es uno de los minijuegos de alberga que ofrece Dead or Alive Xtreme 2, donde las chicas compiten en tirar a sus oponentes de su flotador, utilizando únicamente sus glúteos. Para ganar el reto, la chica debe tirar a su oponente al agua tres veces. Sin embargo, la cantidad de puntos obtenidos en este reto son muy bajos a comparación de los altos puntos obtenidos en el juego de voleibol y la carrera de motos acuáticas.

### Salto a la piscina
Salto a la piscina es otro minijuego incluido del título anterior, aunque con ligeras modificaciones para el controlador de la Xbox 360. Esta actividad consiste en hacer saltar la chica en los flotadores de colores que están sobre el agua y cuidando mucho que no se caiga. Para poder saltar a la siguiente almohadilla, los jugadores deben llevar a cabo una correcta selección de los botones para recibir puntos de bonificación y así ganar la competencia.

### Tobogán acuático
El último minijuego es una actividad de deslizamiento e equilibrio. La base del juego consiste en mantener al personaje en el tobogán para que no se caiga, y efectuar determinadas vueltas. La manera de impulsar, y frenar al personaje es mediante el pad del Control Xbox 360, también se utiliza para impulsar y prevenir que el personaje se caiga del tobogán acuático.

### Casino
Al igual que el original, el juego cuenta con un casino donde los jugadores pueden visitar durante la noche. Una vez allí, se puede participar en varios juegos, entre ellos el póquer, blackjack, ruleta y una gran variedad de máquinas tragaperras (cada máquina representa determinada chica del juego). El dinero obtenido en el casino, el jugador puede comprar más accesorios para las chicas.

## Escenarios
Dead or Alive Xtreme 2 ofrece los mismos escenarios del juego original, no obstante, en esta versión se agregan nuevos escenarios para las actividades recreativas en agua. Según las especificaciones del juego, New Zack island está conformada con menos de un kilómetro de costa, esta isla fue reconstruida después de que Zack encontrase el tesoro del faraón. Los escenarios que conforman el juego son:
- Niki Beach es una playa que está situada al sur de la isla, este lugar fue bautizado en honor a la novia de Zack. Las actividades que se practican en el lugar son vóley playa y banderas playeras.
- Tranquil Beach es una playa escondida al norte de New Zack island, las actividades que se practican en el sitio es vóley playa y banderas playeras.
- Brilliant Jungle es una selva que se encuentra al centro de la isla, en el lugar las actividades que se practican vóley playa, y el tobogán acuático.
- Bass Island es un qué pequeña isla, ubicada al sureste de New Zack Island, cuando sube la marea esta queda cubierta en las tardes. Las actividades que se practican es vóley playa, y banderas playeras.
- Niki Marina es un pequeño puerto marino que se ubica al sureste New Zack island. En este lugar es donde se adquieren las motos acuáticas para las carreras marinas.
- Piscina es un lugar de la isla donde se efectúan las actividades acuáticas como el tira afloja, guerra de traseros, y saltos piscinas.
- Tumbonas es otro anexo de la piscina donde las chicas se relajan, cabe destacar que este lugar no se efectúan ninguna actividad deportiva.
- Emisora de radio es un lugar donde se transmite la música del juego, en donde el jugador puede personalizar la música del juego o agregar más canciones como sus colecciones favoritas almacenadas en la Xbox 360.
- Tienda de deportes es un lugar donde el jugador puede comprar los bañadores para su personaje. También en esta tienda se pueden comprar balones de voleibol, pases para las actividades recreativas de la isla, y por último las motos acuáticas.
- Tienda de accesorios es un lugar donde el jugador puede comprar gafas, sombreros, pulseras, zapatos o tenis para su personaje.
- Bazar de Zack es un lugar donde se compran cosas exóticas, o papel para regalo.
- En el juego hay tres tipos de hoteles a escoger (rústico, clásico, y contemporáneo), y dentro de sus instalaciones disponen de casinos.

## Personajes
El juego ofrece nueve personajes para jugar, cada uno tiene diferentes aficiones y disgustos. Estos personajes provienen del juego Dead or Alive 4.  Los regalos que se otorgan a los diferentes personajes influyen mucho en la amistad. Zack y Niki son los únicos personajes que no se pueden escoger, únicamente aparecen en las cinemáticas de reconstrucción y la destrucción de la isla provocado por un volcán nuevamente (esta cinemática aparece cuando se concluye las dos semanas de vacaciones).
El único personaje nuevo que se añade en Dead or Alive Xtreme 2 es Kokoro que apareció por primera vez en Dead or Alive 4.
- Kasumi - Kasumi es una ninja fugitiva que abandono la dirección de su clan Mugen Tenshin para la búsqueda y venganza de su hermano Hayate. Llega a la isla tras oír el rumor que su hermano se encontraba en el lugar. Kasumi le gusta el color rosa y su comida favorita son las milhojas de fresas.

- Ayane - Es una ninja que nace en el mismo pueblo que Kasumi y es medio hermana de ella. Ayane siente un odio profundo hacia Kasumi, por haber dejado el clan. Sin embargo, Ayane tiene una admiración por el hermano de Kasumi. Llega a la isla tras seguir los pasos de Kasumi. Su nacionalidad es japonesa, le gusta el color morado y sus aficiones son los tratamientos de belleza.

- Christie - Christie es una asesina despiadada que llega a la isla para una misión confidencial. Su nacionalidad es británica, le gusta el color negro, su afición favorita es conducir y su comida favorita es el zumo de tomate.

- Helena - Helena es una cantante de ópera, es hija del fundador del DOATEC, Fame Douglas. Sus padres fueron asesinados en un atentado y ha prometido vengarse por sus muertes. Helena llega a la isla para hablar con Zack sobre la reconstrucción de su corporación que fue destruida por unos ninjas. Su nacionalidad es francesa, le gusta el color blanco, y le gusta pasear su perro.

- Hitomi - Hitomi es una chica que ha dedicado toda su vida al dominio del karate. Hitomi quiere ser la campeona en el torneo Dead or Alive, llega a la isla tras oír la noticia que el torneo se iba celebrar en la isla de Zack. Hitomi nace en Alemania, es hija de un profesor distinguido de artes marciales, su afición favorita es cocinar y su color favorito es el azul celeste.

- Lei Fang - Leifang es una joven de familia acomodada, es muy amable con todo mundo pero tiene una fuerte rivalidad con Tina. Leifang llega a la isla para descansar, le gusta el tofu de postre y su color favorito es el amarillo.

- Lisa - Lisa es una luchadora que trabajaba como jefa de investigaciones en DOATEC, pero pierde su trabajo tras la destrucción de la corporación. Es amiga de Tina, le gusta el color rojo y su comida favorita es la tarta de cereza.

- Tina - Tina es una modelo y campeona de lucha libre estadounidense. Tina anhela ser estrella de rock pero su padre se opone a esta profesión.  Tina llega a la isla tras huir al proteccionismo de su padre. Por último, Tina es amiga de Lisa desde la infancia.

- Kokoro - Kokoro es una joven aprendiz de Geisha, bajo la dirección de su madre. Llega a la isla sin decirle a su madre. Le gusta tocar el piano, su color favorito es el naranja y le gusta el ponche de frutas.

## Audio
Dentro la banda sonora, de Dead or Alive Xtreme 2 cuenta con artistas famosos como Hilary Duff, Baha Men, B Witched, Diana King, Bing Mountain y Bob Marley, las canciones se dividen en bloques, dependiendo la situación en que la que se encuentre el juego. Lo destacable del juego se puede personalizar la lista de canciones e introducir nuevas canciones de otros artistas y escucharlos dentro del juego. Las voces del juego se pueden elegir en inglés o japonés y utilizar subtítulos en español.
Dentro del reparto de doblaje de voces en el juego destacan:
Inglés
- Kari Wahlgren - Kasumi/Niki
- Hynden Walch - Hitomi
- Janna Levenstein - Ayane
- Kate Higgins - Tina
- Zinnia Su - Leifang
- Karen Strassman - Helena
- April Stewart - Christie
- Masasa Moyo - Lisa
- Kathryn Feller - Kokoro
- Khary Payton - Zack

Japonés
- Houko Kuwashima - Kasumi
- Yui Horie - Hitomi
- Wakana Yamazaki - Ayane
- Yūko Nagashima - Tina
- Yumi Touma - Leifang
- Yuka Koyama - Helena/Niki
- Kotono Mitsuishi - Christie
- Maaya Sakamoto - Lisa
- Ayako Kawasumi - Kokoro
- Bin Shimada - Zack

### Banda sonora
En Dead or Alive Xtreme 2 se encuentran los siguientes 18 sencillos incluidos que se escuchan en todo el juego, y se pueden oír diversos estilos como el pop, teen pop, adult contemporary, hip-hop, reggae, reggae pop, rock, ska punk, smooth jazz, bossa nova, pop rock y música latina.
- "Is This Love" - Bob Marley and the Wailers
- "How Crazy Are You?" - Meja
- "Holla" - Baha Men
- "Double Lovin" - Baha Men
- "Sweet Sixteen" - Hilary Duff
- "Sweet Sensual Love" - Big Mountain
- "If It Don't Fit" - B*Witched
- "Summer Breezin" - Diana King
- "Like That Girl" - Fatty Koo
- "Brazilian Sugar" - George Duke
- "Reggae Dancer" - Inner Circle
- "Lovin' You" - Janet Kay (Cover Minnie Riperton)
- "Quiero Que Me Quieras" - Olga Tañon
- "Another Love Story" - Play
- "The Kids Don't Like It" - Reel Big Fish
- "Dreamin'" - Sweet Female Attitude
- "Flowers (Cutfather & Joe Mix)" - Sweet Female Attitude
- "Nothing to Lose" - Sweet Female Attitude

## Recepción y crítica
En su revisión en línea del juego, TeamXbox.com subrayó que Dead or Alive Xtreme 2, si bien tiene impresionantes gráficos, múltiples actividades y bonito arte, simplemente no es divertido de jugar. En una escala de 1 a 10, los analistas le dieron un puntaje de 6.7. TeamXbox.com manifestó que su predecesor tuvo mucho mayor puntuación de 9.2.
En las revisiones en línea de IGN y 1Up.com comparten las mismas opiniones. Los comentarios sugieren que el añadido minijuegos, incluyendo la guerra de traseros y tira y afloja se basan en la gran suerte, apoyándose en apretar los botones arbitrariamente para el contraataque que pensar en lo que va hacer el oponente. El juego también es aparentemente demasiado similar al original DOAX para la mayoría de los encuestados, afirmando que una gran cantidad de las animaciones de las chicas fueron tomadas del título original y simplemente es ajustado para encajar al nuevo motor del juego. Los cambios en el voleibol en parte, sigue siendo la principal atracción del juego, al parecer, lo han hecho mucho más difícil. Por último, algunos comentarios criticaron el nuevo físico de las mamas o busto de las chicas. A menudo, los senos rebotan de forma independiente cuando se ejecuta un movimiento e incluso continúan rebotando cuando el personaje sigue una secuencia torpe. Un revisor de IGN indicó que de ver los pechos le dio incluso un mareo.